# Chaplin som Ægtemand
Chaplin som Ægtemand er en amerikansk stumfilm fra 1914 af Charles Chaplin.

## Medvirkende
- Charles Chaplin som Clarence.
- Mabel Normand som Mabel.
- Mack Swain som Ambrose
- Phyllis Allen.
- Helen Carruthers som Clarice.